# アブドゥッロ・ラヒンバエフ
アブドゥッロ（アブドゥッラ）・ラヒンバエヴィチ・ラヒンバエフ（ロシア語: Абдулло (Абдулла) Рахимбаевич Рахимбаев, 1896年6月1日 - 1938年5月7日）、民族名アブドゥッラ（アブドゥッロ）・ラヒンボエヴィチ・ラヒンボエフ（ウズベク語: Abdulla (Abdullo) Raximboyevich Raximboyev）は、ソビエト連邦で活動したウズベク人の政治家。

## 生涯

### 青年期
1896年6月1日（ユリウス暦5月19日）、ロシア帝国サマルカンド州ホジェント、ラッザクの小さなウズベク人商家に生まれた。ムッラーから初等教育を受けた後はマドラサに進み、余暇には家業を手伝った。そのあとに進んだロシア語学校では生徒にロシア人風の姓を名乗ることが求められたが、当時のテュルク人には特定の姓を名乗る習慣はなかった。そこでアブドゥッロは父の名である「ラヒンバイ」にロシア語姓風の語尾を付け、「アブドゥッロ・ラヒンバエフ」と名乗るようになった。こうして1910年から1912年まで通ったサマルカンド男子ギムナジウムを優秀な成績で卒業すると、1917年にはタシュケント教職神学校も卒業し、この時までに14の言語を操れるようになったという。

### 革命期
やがて革命思想に接近するようになったラヒンバエフは、同年からホジェントでシューラ・イ・イスラームの指導者となり、現地のムスリム労働者ソビエト書記を務めた。翌1918年1月から12月まで教師として働くとともに、ラヒンバエフは1919年1月にボリシェヴィキへ入党した。当時の中央アジアは反革命勢力の方が力を持っていたが、ラヒンバエフは富裕層や聖職者とも対話することによってボリシェヴィキへの支持を集めようと試みた。また、ボリシェヴィキの政策がロシア化の様相を帯びていると感じた際には、クリミア・タタール人の学者ベキル・チョバンザーデとも接触して少数民族の保護を試みた。
ラヒンバエフは1919年からゴロドノステップ郡ソビエト執行委員会書記やホジェント郡 (ru) ソビエト執行委およびホジェント市ソビエト執行委の議長を務め、同年12月から翌1920年5月まではトルキスタン共産党サマルカンド州委書記に就いた。同年8月から翌1921年5月まではトルキスタン自治社会主義ソビエト共和国中央執行委議長を、同年からはロシア連邦共和国人民委員会議、全ロシア中央執行委およびロシア共産党中央委のトルキスタン局員とトルキスタン委員に、同年3月からは民族問題人民委員部参議員も務めている。
翌1922年6月から10月までは再度トルキスタン自治共和国中央執行委議長に就き、同年4月2日から翌1923年4月17日まで、および1924年5月31日から翌1925年12月18日まではロシア共産党中央委員候補、1923年4月25日から翌1924年5月23日まではロシア共産党中央統制委員を歴任。1922年12月30日にはソビエト連邦の結成に関する条約への署名者の一人となった。

### 中央アジア国境策定交渉
1923年7月23日から11月まではブハラ共産党中央委責任書記、同年から翌1924年まではトルキスタン共産党中央委第二書記、同年4月からはロシア共産党中央委の中央アジア国境策定担当局内部で、ウズベク小委員会議長を務めた。
この中央アジア国境策定交渉の際、ブハラ代表のファイズッラ・ホジャエフとともにラヒンバエフが推した「民族別共和国案」と、スルタンベク・ホジャノフらカザフ小委員会が推した「中央アジア連邦案」が対立する事態に陥った。「連邦案」は中央アジアを広く遊牧するカザフ人にとって有利なものであったが、定住民族による国家の安定を重視したモスクワの介入により、ウズベク小委員会による「民族別共和国案」が勝利を収めることとなった。

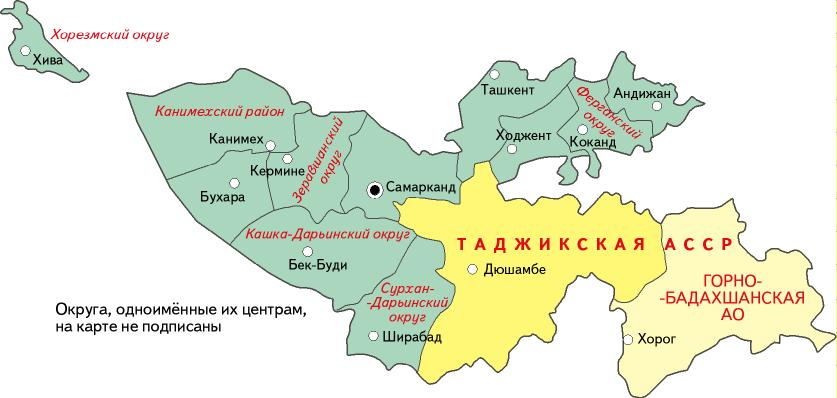
1927年のウズベク社会主義ソビエト共和国（うち黄色い部分がタジク自治社会主義ソビエト共和国）

この決定により、ウズベク人の側は中央アジア南部の民族定住地域を広く「ウズベク社会主義ソビエト共和国」とすることができた一方、未だナショナリズムが未発達なタジク人は交渉に有能な代表を送ることすらできず、彼らが手にした「タジク自治社会主義ソビエト共和国」は、タジク人定住域の極一部に過ぎなかった。加えてこの「タジク自治共和国」はウズベク共和国に従属する痩せた山岳地帯に過ぎなかったため、その後のタジク・ナショナリズムは反ウズベク感情に基づくしこりを残すことになった。

### 後半生
その後、1922年5月から1926年9月までは赤軍トルキスタン戦線革命軍事会議メンバー、1924年10月30日から1925年2月6日まではウズベキスタン共産党中央委臨時組織局書記、1924年11月18日から1925年2月13日まではウズベク共和国革命委員、1924年から1926年まではロシア共産党・全連邦共産党中央委中央アジア局員を歴任したが、1926年10月から1928年6月までは中央アジアでのすべての役職を辞し、マルクス・レーニン主義を学ぶためモスクワへと派遣された。
同年1月から翌1929年5月までもモスクワで連邦中央民族出版社社長、翌6月から1933年12月まではロシア共和国教育人民委員部ソビエト少数民族委議長を務め、同月28日から1937年9月まではタジク社会主義ソビエト共和国人民委員会議議長に、同時に1934年1月4日から1937年9月7日まではヌスラトゥッロ・マクスムの後任として連邦中央執行委議長の座にも就いていた。また1935年12月20日には、農業分野での卓越したノルマ超過を賞して1370号目のレーニン勲章も授与されている。

### 粛清

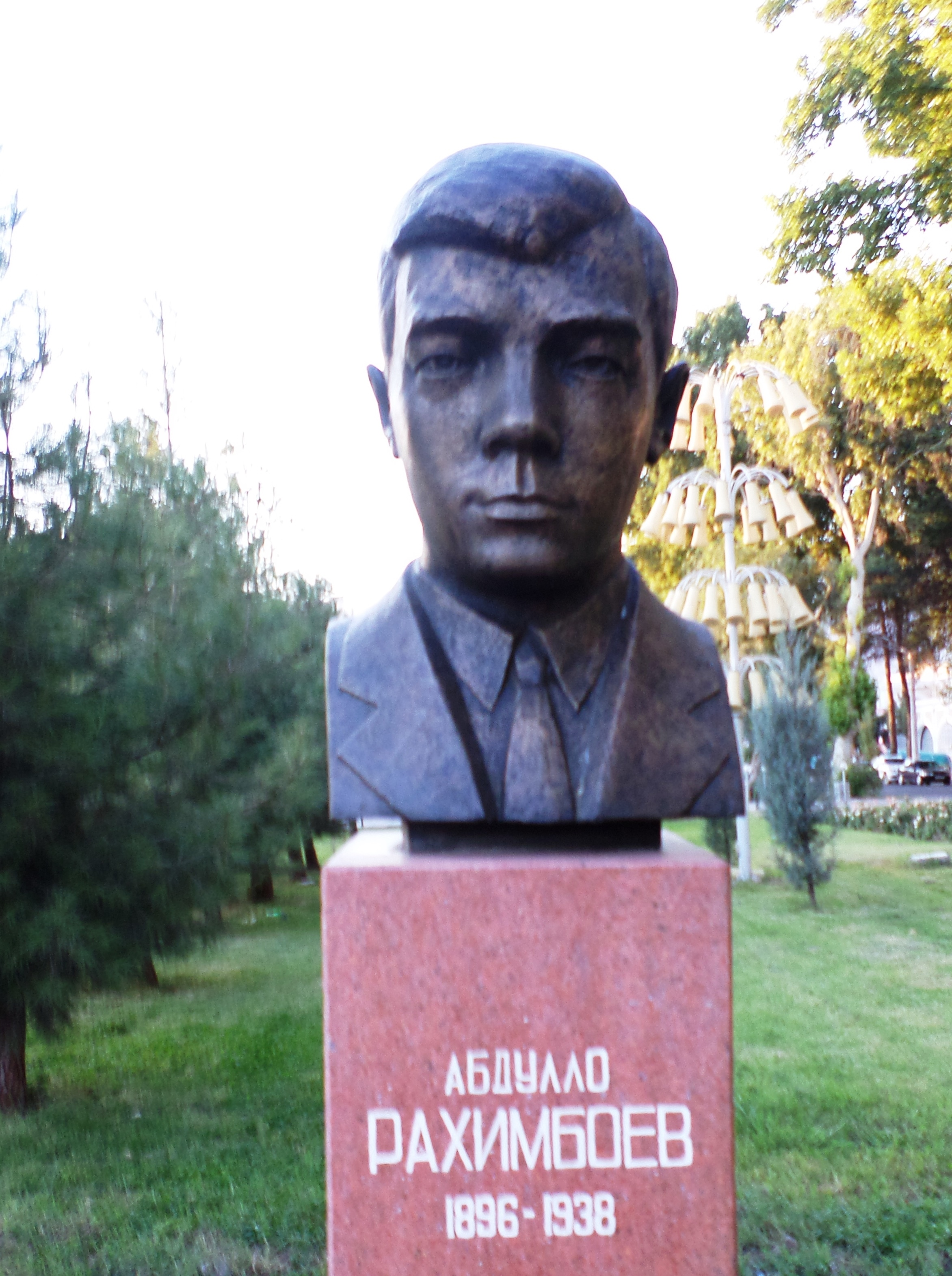
ホジェンドに建つラヒンバエフ像

連邦党大会にも第10回から第14回までと第17回に出席し、連邦中央執行委大会にも第5回から第7回まで出席した。しかし、連邦中央執行委議長に在職中の1937年9月7日に汎トゥラン主義・反革命テロ組織に参加した容疑でスタリナバードで逮捕され、モスクワのレフォルトヴォ刑務所へ収監された。そして長い拷問の末、翌1938年5月7日に連邦最高裁軍事参議会はラヒンバエフに対しロシア共和国刑法第58条第1項のa、第8項および第11項に基づき死刑判決を言い渡した。ラヒンバエフは同日ブトヴォ射撃場にて銃殺されたが、1956年10月20日にフルシチョフにより、名誉回復がなされた。